# Erebomaster acanthina
Erebomaster acanthina – gatunek kosarza z podrzędu Laniatores i rodziny Cladonychiidae.

## Opis
Drobny gatunek kosarza, o długości ciała poniżej 2 mm. Ubarwiony od pomarańczowego do żółtego. Często z ciemniejszymi obrzeżami tergitów i jaśniejszym oskórkiem między segmentami. Karapaks zlewa się z początkowymi, grzbietowymi segmentami odwłoka tworząc scutum. Nogi barwy ciała. Nogogłaszczki duże i kolczaste. Ciało stosunkowo silnie zesklerotyzowane.

## Biotop
Gatunek występuje w wilgotnych lasach liściastych, gdzie bytuje w ściółce, pod korą drzew oraz pod leżącymi konarami. Jednorazowo wykazany z jaskini.

## Występowanie
Erebomaster acanthina jest endemitem wschodnich Stanów Zjednoczonych. Swoim zasięgiem obejmuje Dystrykt Kolumbii, Karolinę Północną, Maryland, Wirginię oraz prawdopodobnie Wirginię Zachodnią.